# John Roxborough Norman
John Roxborough Norman (ur. 1899, zm. 26 maja 1944 w Londynie) − brytyjski ichtiolog.
W czasie I wojny światowej Norman odbył służbę wojskową. W 1921 został pracownikiem Muzeum Brytyjskiego. Publikował prace dotyczące ryb Antarktydy i Patagonii. W opublikowanym w 1926 Endeavour nazwał osiem nowych gatunków ryb australijskich. W 1931 wydał A History of Fishes. Norman badał kolekcje okazów ryb z brytyjskich, australijskich i nowozelandzkich wypraw z lat 1929-1931 prowadzonych przez Douglasa Mawsona. W publikacjach opisał ryby antarktyczne i wyspy Macquarie.